# Rangordningen i dess utformning 1754
Den svenska rangordningen i dess utformning 1754.
| Rangklass     | Tjänster | Inbördes rang efter |
| ------------- | --- | ------------------- |
| 1             | Fältmarskalkar Presidenter i Kungliga kollegierna Överståthållaren | tjänsteålder        |
| 2             | Generalfälttygmästaren |                     |
| 3             | Presidenten i Wismarska tribunalet |                     |
| 4             | Generaler av kavalleriet och infanteriet Amiraler | tjänsteålder        |
| 5             | Generallöjtnanter av kavalleriet och infanteriet Viceamiraler | tjänsteålder        |
| 6             | Hovkanslern Justitiekanslern | tjänsteålder        |
| 7             | Generalmajorer av kavalleriet och infanteriet Landshövdingar Kaptenlöjtnanten av Kunglig Majestäts drabanter Statssekreterare Schoutbynachter Ekipagemästare vid amiralitetet | tjänsteålder        |
| 8             | Hovmarskalkar Översten av Gardet Överintendenten | tjänsteålder        |
| 9             | Översten av Livregementet till häst Översten av Livdragonerna | tjänsteålder        |
| 10            | Översten av artilleriet |                     |
| 11            | Överstar av regementena till häst och fot Löjtnanten av Kunglig Majestäts drabanter Generaladjutanten hos Kungl. Maj:t Regeringsråd i Pommern Kommendörer och tygmästare vid amiralitetet | tjänsteålder        |
| 12            | Lantråd i Pommern |                     |
| därnäst       | Överstelöjtnanten av Gardet |                     |
| 13            | Överstelöjtnanten av Livregementet till häst Överstelöjtnanten av Livdragonerna | tjänsteålder        |
| 14            | Kansliråd Revisionssekreterare | tjänsteålder        |
| 15            | Hovstallmästare |                     |
| 16            | Vicepresident en i Wismarska tribunalet |                     |
| 17            | Vicepresidenterna i Göta och Åbo hovrätter | tjänsteålder        |
| 18            | Hovrättsråd Krigsråd Amiralitetskammarråd Kammarråd Statskommissarie Bergsråd Kommerseråd Kammarrevisionsråd Underståthållaren i Stockholm Ceremonimästaren Lagmän Borgmästaren i Stockholm Direktörer vid Ostindiska kompaniet | tjänsteålder        |
| 19            | Överstelöjtnanter av artilleriet |                     |
| 20            | Överstelöjtnanter och generalkvartermästarlöjtnanter av fortifikationen |                     |
| 21            | Överstelöjtnanter av regementena till häst och fot Assessorer i Wismarska tribunalet Kvartermästare och adjutanter av Kunglig Majestäts drabanter Majoren vid amiralitetsvolontärregementet Kommendörkaptener av amiralitetssjöartilleriet och fyrverkeriet Holm- eller varvskaptener vid amiralitetet Lotsdirektören | tjänsteålder        |
| därnäst       | Direktören i Pommerska hovrätten |                     |
| därnäst       | Lantfogden på Rügen |                     |
| 22            | Majoren av gardet |                     |
| 23            | Majoren av Livregementet till häst Majoren av Livdragonerna | tjänsteålder        |
| 24            | - |                     |
| 25            | Kammarherrar Hovjägmästaren Arkiatern Hovintendenten | tjänsteålder        |
| därnäst       | Kungl. Maj:ts Andre Livmedicus |                     |
| 26            | Majorer och tygmästare av artilleriet | tjänsteålder        |
| 27            | Majorer av fortifikationen |                     |
| 28            | Majorer av regementena till häst och fot Stadsmajorer Kaptener vid amiralitetet Borgmästare i Wismar | tjänsteålder        |
| därnäst       | Korpraler av Kunglig Majestäts drabanter |                     |
| 29            | Kaptener av gardet Regementskvartermästare där | tjänsteålder        |
| 30            | Ryttmästare av Livregementet till häst Kaptener av Livdragonerna | tjänsteålder        |
| 31            | Sekreterare i Kungl. Maj:ts kansli Assessorer i hovrätterna Generalauditören hos Kungl. Maj:t Överdirektören vid Stora sjötullen Censor librorum Sekreteraren i Kanslikollegiet Justitiarien vid amiralitetet i Karlskrona Sekreteraren och justitiarien vid amiralitetseskadern i Stockholm Överdirektören vid Kontrollverket för guld och silver | tjänsteålder        |
| 32            | Överdirektören av Småtullarna Krigskommissarien hos Kungl. Maj:t Vice ceremonimästare Generalkrigskommissarien | tjänsteålder        |
| 33            | Räntmästare i Kungl. Räntekammaren Slottsfogden i Stockholm Överkommissarien vid amiralitetet i Karlskrona Överkommissarien vid amiralitetseskadern i Stockholm | tjänsteålder        |
| 34            | Kaptener av artilleriet Kaptenlöjtnanter vid varven och amiralitetet Sjöartillerilöjtnanter | tjänsteålder        |
| 35            | Kaptener av fortifikationen | tjänsteålder        |
| 36            | Ryttmästare och kaptener av regementena Assessorer i Kungliga kollegierna Överjägmästare Direktör av lantmäteriet Professorer Bibliotekarier vid akademierna Fältkamrerare Överkommissarie i fält Assessorer i Antikvitetsarkivet Bibliotekarien i Kungliga Biblioteket Rådmän i Stockholm Skeppsbyggmästaren i Karlskrona Styckgjutaren i Stockholm Amiralitetsmedicus i Karlskrona Protonotarien i kanslikollegiet och justitierevisionen Auktuarien i Riksarkivet                                                                              | tjänsteålder        |
| näst därefter | Regementskvartermästare av Livregementet till häst Regementskvartermästaren av Livdragonerna |                     |
| därefter      | Regementskvartermästaren av artilleriet Hovjunkare Löjtnanter av gardet | tjänsteålder        |
| därefter      | Regementskvartermästaren och kaptenlöjtnanter av regementena till häst och fots Löjtnanter av Livregementet till häst Löjtnanter av Livdragonerna Vicekorpraler av Kunglig Majestäts drabanter | tjänsteålder        |
| 37            | Sekreterare och Advokatfiskaler i hovrätter och kollegier Hovsekreterare Fänrikar och adjutanter av gardet Löjtnanter av artilleriet Sekreterare, kommissarier och advokatfiskaler i Riksens ständers bank Sekreterare och kommissarie i Riksens ständers kontor Underskeppsbyggmästare vid Amiralitetseskadern i Stockholm Sekreteraren och kommissarien i Riksens ständers manufakturkontor Akademisekretarare Löjtnanter vid varven och amiralitetet Styrmanslöjtnanten Registratorer och presidentssekreteraren i Kungl. Maj:ts kansli        | tjänsteålder        |
| 38            | Löjtnanter av fortifikationen Kamrerare i kammarkollegiet och statskontoret Sjömilitie- och varvskommissarier vid amiralitetet i Karlskrona Kamrerare i Riksens ständers kontor Kamrerare och kassörer i Riksens ständers bank Kamrerare i Riksens ständers manufakturkontor Ordinarie kanslister i Kungl. Maj:ts kansli | tjänsteålder        |
| näst därefter | Kamrerare i de andra kungliga kollegierna Hovkamrerare Häradshövdingar Bergmästare Borgmästare i stapel- och uppstäder där det finns kämnersrätter Kamrerare vid amiralitetseskadern i Stockholm Protonotarier och kamrerare vid hovrätterna Åbo akademis kamrerare Kontrollören vid kontrollverket för guld och silver Kamrerare vid Militiestatens änke- och pupillkassa | tjänsteålder        |
| därefter      | Stadssekreteraren i Stockholm Rådmän i Wismar | tjänsteålder        |
| 39            | Generalguvernementssekretarare Överauditörer Löjtnanter vid regementena till häst och fot Kornetter och adjutanter av Livregementet till häst Kornetter och adjutanter av Livdragonerna | tjänsteålder        |
| näst därefter | Underlöjtnanter och adjutanter av artilleriet Underskeppsbyggmästaren i Göteborg | tjänsteålder        |
| därefter      | Konduktörer och adjutanter av fortifikationen | tjänsteålder        |
| därefter      | Kornetter, fänrikar och adjutanter av regementena till häst och fot Kunglig Majestäts drabanter | tjänsteålder        |
| 40            | Generalguvernementskamrerare Kommissarier i kommerskollegiet och kammarrevisionen Fältbokhållare och krigskommissarier i fält Hovauditörer Auditörer vid drabanterna, artilleriet och regementena Landssekreterare Krigsfiskaler i armén Rådmän och stadssekreterare i Göteborg Fältsekreterare Landskamrerare Bergsfiskaler Kommissionssekreterare vid utländska hov Fiskalen vid amiralitetseskadern i Stockholm Akademikanslersekreterare Borgmästare och justitiearier i städer där det inte finns kämnersätter Konststatsinspektoren i Falun | tjänsteålder        |
| därefter      | Lantmätare |                     |

## Källa
Gottfried Sack, Sammandrag af Kongl. Bref och Resolutioner angående Rang, Stockholm 1754.